# Kjeld Philip
Kjeld Löwenstein Philip, född 3 april 1912 i Köpenhamn, död 27 oktober 1989 i Hørsholm, var en dansk nationalekonom och politiker (radikale venstre). Han var gift med politikern Grethe Philip.

## Biografi
Philip blev 1942 den förste ekonomie doktorn från Aarhus universitet, då han tog ekonomisk doktorsexamen med avhandlingen Bidrag till läran om sambandet mellan den offentliga finanspolitiken och den ekonomiska aktiviteten. Redan innan avhandlingen gjorde han 1931-38 dock ett stort arbete med en beredning och analys av den danska Krislagstiftningen (324 sidor) från 1939. Han blev senare professor vid Aarhus universitet 1943-49, Stockholms universitet 1949-51 och därefter vid Köpenhamns universitet. Från 1965 verkade han som olika länders och organisationers expert på bistånds- och utvecklingsarbete.
Inom sin politiska karriär var Philip ledamot i danska folketinget 1960-64 samt i regeringsställning som handelsminister 1957-60, finansminister 1960 och ekonomiminister 1961-64.